# Manoa Bale
Pour les articles homonymes, voir Bale.
Manoa Bale, né vers juin 1945, est un homme politique fidjien.

## Biographie
Professionnel de la santé publique, il s'engage au Parti travailliste fidjien et est élu député de la circonscription de Bua / Macuata-ouest à la Chambre des représentants aux élections législatives de 1999. Le chef des travaillistes, Mahendra Chaudhry, forme un gouvernement de coalition de centre-gauche et nomme Manoa Bale, qui est issu de la communauté autochtone, ministre du Développement régional et ministre des Affaires multi-ethniques,,.
Comme la plupart des ministres et députés de la majorité, il est pris en otage pendant presque deux mois lors du coup d'État de l'an 2000,.